# St. Louis North Assembly
St. Louis North Assembly (SLNAP) was een autoassemblagefabriek van Chrysler in Fenton (Missouri) in de Verenigde Staten.
De fabriek werd voltooid in 1966. Van 1987 tot 1995 bouwde Chrysler er minivans. Daarop verhuisde die productie naar het vlakbijgelegen St. Louis South Assembly. Die assemblagefabriek werd overigens in 1959 geopend. In 1995 werd SLNAP met $350 miljoen geconverteerd voor de productie van de Dodge Ram pickup.
In 2005 kondigde DaimlerChrysler een investering van $1 miljard aan voor beide fabrieken. Daarmee zouden die tussen 2006 en 2010 flexibeler en efficiënter gemaakt worden. Voor SLNAP gaat het om $435 miljoen.
In 2009, enkele maanden na St. Louis South, ging de fabriek dicht volgend op het faillissement van Chrysler. In 2011 werden beide fabrieken gesloopt.

## Gebouwde modellen
| Afbeelding | Model(len)                                      | Periode   |
| ---------- | ----------------------------------------------- | --------- |
|            | B-series-bestelwagens                           | 1966-1980 |
|            | Chrysler Town & Country Dodge Caravan           | 1987-1995 |
|            | Dodge Ram (Standard, Quad Cab Pickup 1500/2500) | 1995-2009 |